# Eternità (dea)

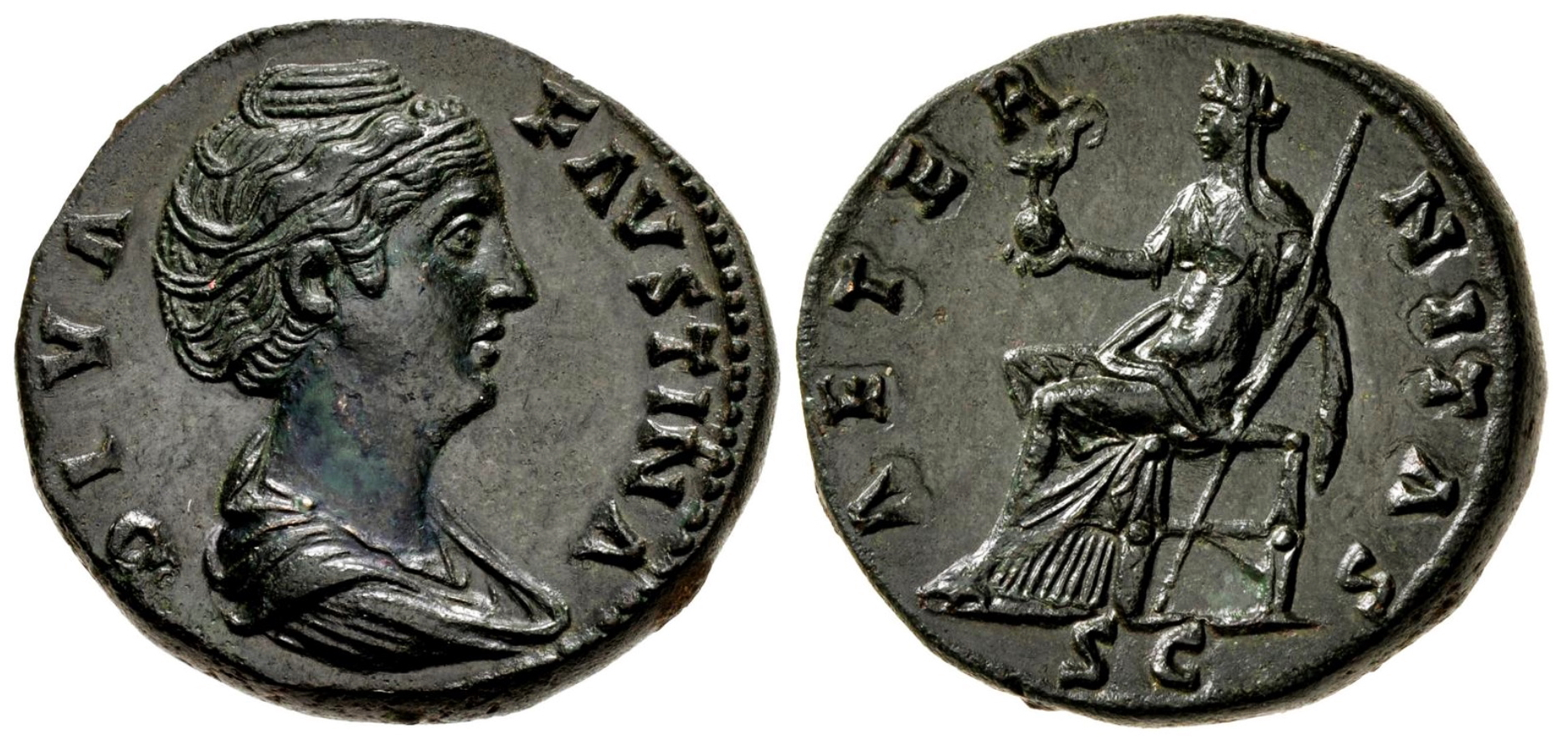
Sesterzio con Faustina Major che mostra Aeternitas seduta che tiene una fenice sul globo e lo scettro

Aeternitas nella religione dell'Antica Roma era la personificazione divina dell'eternità'. Ella era particolarmente associata al Culto imperiale come una Virtù del deificato imperatore (divus). Il mantenimento religioso di divinità astratte quali l'Eternità era caratteristica del culto ufficiale romano dai tempi dei Giulio-Claudiani ai Severani.
Come le più familiari antropomorfe divinità, Aeternitas e altre astrazioni erano venerate con sacrifici e in templi, sia in Roma che nelle province. Il tempio di Aeternitas Augusta a Tarraco, nella Spagna romana era riprodotto su una moneta.
La divinità compare talvolta come Aeternitas Imperii ("Eternità del dominio di Roma"), dove il termine latino imperium punta verso il significato di "impero". Aeternitas Imperii era tra le divinità che ricevevano sacrifici dagli Arvali in un ringraziamento quando Nerone sopravvisse alla cospirazione e tentativo di assassinio. Un nuovo conio in bronzo fu realizzato in quel tempo, sul quale erano rappresentate la diverse virtù.
Aeternitas fu, tra le varie virtù rappresentate sulle monete, create sotto Vespasiano, Tito, Traiano, Adriano, Antonino Pio e Settimio Severo. Le monete coniate tra il 75 e il 79 A.C. sotto Vespasiano mostrano Aeternitas che tiene una testa in ogni mano rappresentando il Sole e la Luna. Sulle monete di Tito (80–81 AD), Aeternitas tiene una cornucopia, sporge uno scettro, e ha un piede piazzato su un globo, immagine che si collega ai concetti di eternità, prosperità e dominio del mondo. Dal 2º alla metà del 3º secolo, l'iconografa di Aeternitas include il globo, corpi celesti (stelle o sole e luna), e la Fenice, un simbolo del tempo ciclico, poiché la Fenice rinasceva ogni 500 anni. Aeternitas talvolta tiene un globo sul quale la Fenice si posa.
Nel suo Matrimonio di Filologia e Mercurio, Marziano Capella dice che Aeternitas è tra le più onorate figlie di Giove. Egli menziona il suo diadema, di forma circolare, che rappresenta l'eternità.
Il maschio equivalente ad Aeternitas è Aion, il dio del tempo senza limiti, le sfere celesti e lo Zodiaco.